# Operation Seelöwe

De planerade tyska landstigningarna på brittiska sydkusten mellan Portsmouth och Ramsgate.

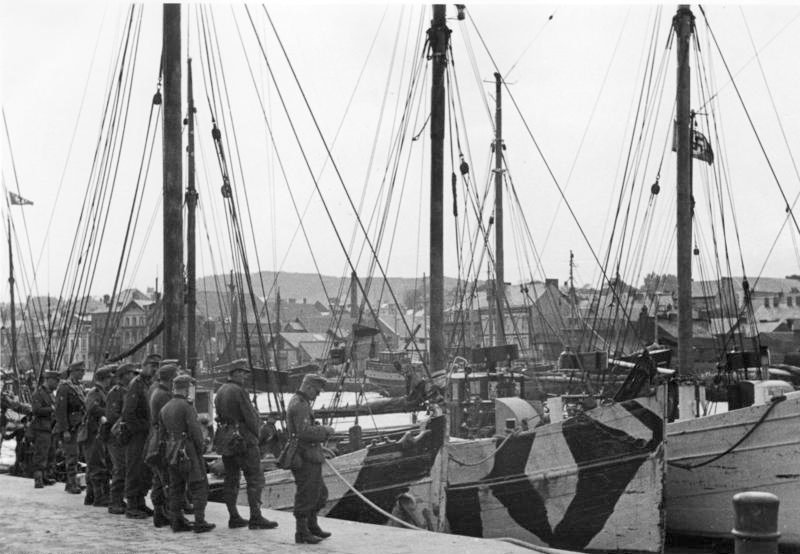
Tyska bergsjägare och rekvirerade fartyg står beredda i Fécamp.

Operation Sjölejon (Unternehmen Seelöwe) var en tysk plan på att invadera Storbritannien under andra världskriget, vilket aldrig genomfördes.
Förberedelser för en invasion påbörjades genast efter Frankrikes fall, eftersom tyskarna ansåg sig redan ha vunnit kriget. Britterna avvisade emellertid varje tanke på fredssamtal och därför var det nödvändigt för tyskarna att ta till mera direkta åtgärder för att minska faran för brittiskt motstånd.
Storamiral Erich Raeder var ansvarig för att ta fram ett antal studier angående möjligheterna att inta Storbritannien genom ett anfall till sjöss. Den första av dessa studier gjordes i slutet av 1939 och fastslog att följande fyra krav måste uppfyllas för att det skulle vara möjligt.
- Fientliga flottstridskrafter måste vara eliminerade eller hindrade från att ingripa.
- Storbritanniens flygvapens (RAF) stridskapacitet måste vara utraderad.
- Det brittiska kustförsvaret måste vara nedkämpat.
- Brittiska motattacker i land i form av motståndsgrupper måste förhindras.

Oberkommando des Heeres (OKH) (sv. arméns överkommando) planerade en invasion via Engelska kanalen med nio divisioner och med två divisioner landsatta från luften. Det valda landsättningsområdet sträckte sig från Dover i öster till Portsmouth i väster.
Slaget om Storbritannien var ursprungligen planerat som en stridsinsats för att ge Luftwaffe överlägsenhet i luftrummet emot RAF och därigenom göra det möjligt för en tysk invasionsflotta att ta sig över kanalen. De fartyg som var avsedda att användas, var framför allt de som trafikerade Rhen. De tyska flyganfallen mot det brittiska luftrummet fick inte den följd som avsetts, och de tyska bombningarna övergick så småningom till Blitzen, de strategiska bombningarna mot mål i framför allt södra England.
De flesta av dagens militära analytiker anser inte att Operation Seelöwe skulle kunnat ha framgång om den hade genomförts. Det huvudsakliga problemet skulle ha varit den tyska marina underlägsenheten jämfört med Storbritanniens flotta (Royal Navy).
Man får inte förbise att den teoretiska brittiska överlägsenheten jämfört med Kriegsmarine som beräknades till 10:1 visade upp ett något annorlunda verkligt ansikte. Huvuddelen av Royal Navy var upptagen på annat håll, på Atlanten med skyddet av konvojer, samt i Medelhavet. Icke desto mindre hade den resterande styrkan - Home Fleet - en tillräcklig överlägsenhet mot den tyska marinen.
Det brittiska underrättelseväsendet hade överskattat Luftwaffes styrka, som man beräknade till 4:1 mot RAF. Detta ledde till att man mobiliserade de allra sista reserverna och dessutom påskyndade tillverkningen av jaktplanet Supermarine Spitfire. Dessutom kom radaranläggningarna att bli utsatta för verkliga test under skarpt läge.
Man har efter kriget genomfört så kallade krigsspel vid den brittiska militärhögskolan i Sandhurst, och man har därvid antagit, att Luftwaffe skulle ha kunnat skaffa sig fullständig kontroll av luftrummet. Genom avskärmande mineringar vid Engelska kanalen skulle man så ha lyckats åstadkomma ett brohuvud på brittisk mark. Efter bara några få dagar skulle emellertid Royal Navy ha kunnat bryta minblockaden och därigenom förhindra underhåll med ammunition och utspisning av de tyska trupperna på brittisk mark. Dessa skulle därigenom ha blivit isolerade och tvingade till kapitulation.
Det hade dock kanske inte varit nödvändigt med en massinvasion över kanalen. Dokument från det brittiska krigskabinettet, som har offentliggjordes 1998, avslöjar att efter debaclet med den brittiska expeditionsstyrkan i Frankrike och evakueringen vid Dunkerque hade Winston Churchill förlorat en stor del av sitt stöd i regeringen och parlamentet. Ytterligare ett bakslag i form av förlust för RAF mot Luftwaffe i Slaget om Storbritannien skulle med största sannolikhet ha inneburit slutet för Churchill som premiärminister. Han skulle då ha blivit ersatt av utrikesministern Lord Halifax, som var känd för att vara mera inställd på förhandlingar med Tyskland än att riskera ett blodbad på engelsk mark.